# Аду, Фредди
Фре́дуа Коранте́нг (Фре́дди) Аду́ (англ. Fredua Koranteng “Freddy” Adu; 2 июня 1989, Тема, Гана) — американский футболист ганского происхождения.
В 14 лет Аду стал самым молодым профессиональным спортсменом в истории современного американского командного спорта, подписав профессиональный контракт с MLS, главной футбольной лигой США. Аду считался одной из восходящих звёзд мирового футбола. Аду приехал с семьёй в США из Ганы в 1997 году и поселился в городе Роквилле, штат Мэриленд. В 2003 году он получил американское гражданство, а в 2006 году сыграл свой первый матч за национальную сборную США.

## Детство
Аду вырос в портовом городе Тема, Гана, где он играл в футбол с мужчинами, которые были в 3 раза старше него. Когда ему было восемь лет, его мать выиграла вид на жительство в диверсификационной лотерее США и его семья переехала в американский Роквилл, штатa Мэриленд, где он пошёл в начальную школу. В 2003 году стал гражданином США. Вскоре после прибытия в Соединённые Штаты он был замечен местным футбольным тренером и начал играть с ребятами на несколько лет старше его. В возрасте двенадцати лет Аду помог университетской футбольной школе Хайтс выиграть чемпионат штата Мэриленд, осенью 2001 года забив гол за 2 минуты до окончания матча. Фредди пропустил два класса, перескакивая с седьмого по девятый.
В 2000 году на международном соревновании в Италии для молодёжных составов до 14 лет, проводимом под эгидой Программы олимпийского развития США, его команда победила детские составы таких клубов, как «Ювентус» и «Лацио». Сам Аду стал лучшим бомбардиром состязания и был признан лучшим игроком турнира.
В возрасте 12 лет в январе 2002 года Аду вступил в Футбольную академию IMG. В 14 лет он дебютировал в MLS в начале 2004 года.

## Клубная карьера

### «Ди Си Юнайтед»
В 14 лет Аду стал самым молодым американским футболистом, который подписал профессиональный контракт. Он выиграл титул Кубка MLS с «Юнайтед» в том же году. «Ди Си Юнайтед» ранее подписали контракты с американскими подростками Бобби Конви в 2000 году и Сантино Куаранта в 2001 — оба они дебютировали в возрасте 16 лет и были самыми молодыми игроками в MLS на то время.
В своем первом сезоне в качестве профессионала Аду закончил год с 5 голами, сыграв при этом в 30 играх регулярного сезона, хотя он редко выходил в старте из-за того, что «Ди Си Юнайтед» приобрел центрального полузащитника Кристиана Гомеса в середине сезона. Аду сыграл в трёх играх плей-офф с «Ди Си Юнайтед», забив один гол.
Аду был подвергнут критике в его первом сезоне в качестве профессионала. Некоторые[кто?] футбольные комментаторы предположили, что Аду слишком молод, чтобы играть профессионально, и что ему нужно больше времени на развитие умственно и физически среди игроков своего возраста. В своём втором и третьем сезоне он забил 6 мячей.
В третьем для себя сезоне, 2006, Аду был отдан в аренду английскому клубу «Манчестер Юнайтед», но в течение двух недель он не смог получить разрешение на работу, поэтому не смог играть в каких-либо турнирах, а мог только тренироваться с несколькими игроками из Манчестерской академии в течение двух недель. Продолжая развиваться, он смог развить свои защитные навыки, что помогло Аду стать хорошим полузащитником в сезоне 2006 года. Кроме того, Аду в «Ди Си Юнайтед» был выбран штатным пенальтистом. Он был в команде месяца MLS All-Star дважды: один раз как выбор уполномоченного и один раз тренера. Он был выбран в полуфинале MLS 2006 как Лучший игрок сезона в журнале Soccer America. В 2005 году он был номинирован на FIFPro — Молодой игрок года.

### «Реал Солт-Лейк»
11 декабря 2006 года 17-летний Фредди Аду перешёл в «Реал Солт-Лейк». Аду дебютировал за «Реал Солт-Лейк» 7 апреля 2007, сыграв все 90 минут в игре против «Далласа» (2:2). Он забил свой первый гол за клуб 20 мая 2007, реализовав пенальти на 68-й минуте и сделав счёт 2:1 в пользу своей команды в игре против ФК «Даллас».

### «Бенфика»
28 июля 2007 года Аду отказался играть за «Реал Солт-Лейк» и в тот же день вылетел в Португалию. Лиссабонская «Бенфика» приобрела Аду за $2 млн, и 30 июля 2007 года Фредди Аду был представлен как игрок «Бенфики».
14 августа 2007 года Аду дебютировал за «Бенфику» против футбольного клуба «Копенгаген» в матче отборочного турнира, выйдя на замену на 37-й минуте. Было сообщено, что тренерский штаб «Бенфики» был впечатлён навыками Аду и планирует увеличить число просмотров молодых американцев.

### «Монако»
15 июля 2008 года Фредди Аду переходит в аренду с правом выкупа во французский клуб «Монако» на сезон 2008/2009. В мае 2009 года стало известно, что Аду вернется в «Бенфику» после окончания сезона 2008/09, так как «Монако» отказался выкупить молодого форварда. 8 июля 2009, после участия в игре за сборную против Гондураса, он вернулся в «Бенфику» для подготовки к сезону 2009/2010. За «Монако» американец провёл всего 9 матчей.

### «Белененсеш»
31 августа 2009 года было объявлено, что Аду проведет сезон 2009/10 на правах аренды в «Белененсеш». 13 октября Аду сыграл свой первый матч против «Насьонала» (0:1). Аду получил травму незадолго до конца первого тайма и был заменён в перерыве. 29 декабря 2009 португальская газета «Дэйли Рекор» сообщила, что новый тренер «Белененсеш» Тони убрал из команды Аду.

### «Арис Салоники»
6 января 2010 года Аду перешёл в 18-месячную аренду в «Арис». Там он встретился с другим представителем США, Эдди Джонсоном. После отъезда Леандро Грасиана Аду выбрал номер 11. За «Арис» он дебютировал 31 января 2010 года. 14 февраля в матче с «Эрготелис» Аду забил свой первый гол.

### «Ризеспор»
В 2011 году на правах аренды перешёл в клуб второго турецкого дивизиона «Ризеспор».
В конце декабря 2011 года появилась информация о том, что Аду прибыл на двухнедельный просмотр в клуб испанской Примеры «Райо Вальекано».

### «Филадельфия Юнион»
Летом 2011 года перешёл в клуб MLS «Филадельфия Юнион». Его дебют в Филадельфии состоялся 13 августа 2011 года в матче против ФК «Даллас». Свой первый гол за клуб Аду забил 7 сентября 2011 года в матче с «Нью-Инглэнд Революшн».

### «Баия»
В марте 2013 года на правах аренды перешёл в бразильский «Баия».

### «Ягодина»
После «Баии» зимой Фредди пытался закрепиться в английском «Блэкпуле», а летом не прошёл просмотр в голландском «АЗ Алкмар». В конце июля 2014-го подписал контракт с сербским клубом «Ягодина». В конце декабря 2014 года было объявлено о непродлении контракта Аду с «Ягодиной».

### КуПС
28 марта 2015 года подписал однолетний контракт с клубом чемпионата Финляндии КуПС. Однако, 7 июля того же года покинул клуб.

### «Тампа-Бэй Раудис»
14 июля 2015 года присоединился к клубу Североамериканской футбольной лиги «Тампа-Бэй Раудис».

### «Лас-Вегас Лайтс»
В марте 2018 года стал игроком новообразованного клуба «Лас-Вегас Лайтс» из USL.

### «Остерлен»
14 октября 2020 года, после двухлетнего перерыва в карьере, во время которого Аду работал тренером по юношескому футболу в Мэриленде, было объявлено, что Аду присоединился к клубу «Остерлен» вышедшему в третий дивизион чемпионата Швеции. После подписания контракта с клубом Аду выразил желание снова играть в профессиональный футбол, отметив, что он «Пропустил много шагов в прошлом, но теперь у него есть шанс сделать всё правильно».
16 февраля 2021 года, было объявлено, что контракт Аду был расторгнут, после того, как клуб посчитал, что Аду физически или психически недостаточно здоров, чтобы быть конкурентоспособным в Эттане (3 шведский дивизион).
Сам Аду утверждал, что причиной его ухода стал внутренний конфликт внутри клуба. «В клубе идет какая-то борьба за власть», — сказал Аду в письменном заявлении шведскому изданию Sportbladet. 
«Тренер говорит, что меня отпустили без его одобрения, что ему не нравится. Я был в подобной ситуации раньше, и это никогда не заканчивается счастливо. Лучше разобраться с этим немедленно». Однако менеджер клуба, Агим Сопи, сказал шведскому изданию Fotbollskanalen: «Он сказал, что хочет возобновить свою карьеру, а затем, я думаю, вы хотите показать себя с лучшей стороны, но он был совершенно неподготовленным, когда приехал сюда. Его физическое состояние было нулевым». «Мы дали ему месяц или около того,  — прокомментировала Сопи пребывание Аду в клубе. — Но когда ты так долго отсутствуешь. Он почти не тренировался с нами. Убедитесь, что у него есть душевные силы, необходимые для выздоровления»

## Международная карьера
Аду играл за Соединённые Штаты в 5 международных турнирах, а именно:
- FIFA U-17 Чемпионат мира в Финляндии (2003)
- молодёжный чемпионат мира в Объединённых Арабских Эмиратах (2003)
- молодёжный чемпионат мира в Голландии, организованный ФИФА (2005)
- FIFA U-20 кубок мира в Канаде (2007)
- летние Олимпийские игры (2008).

Аду дебютировал за сборную U-20 17 января 2006 в матче против Канады в возрасте 16 лет и 234 дней. Тем самым Фредди стал самым молодым игроком, дебютировавшим в столь юном возрасте за сборную. В этом матче он заменил на 81-й минуте травмировавшегося Эдди Джонсона.
Летом 2007 года Аду был капитаном сборной U-20 на Кубке мира FIFA U-20 в Канаде. 3 июля 2007 Аду сделал хет-трик за сборную США U-20 в матче против Польши (6:1) в групповом турнире. Это достижение сделало его первым игроком, который когда-либо делал хет-трик в обоих U-20 и U-17 на кубке мира.
25 ноября 2007 года Аду был приглашён генеральным секретарём ФИФА принять участие в жеребьёвке чемпионата мира как Северо-Американский представитель в Дурбане, Южная Африка. Тем не менее церемония не совпадала с его графиком игр за «Бенфику», и он не смог принять участие в церемонии.
Аду дебютировал за сборную U-23 США в товарищеском матче против сборной Южной Африки 17 ноября 2007 года.
Он сделал дубль в матче против Канады в полуфинале, что позволило сборной выступать на Олимпийских играх 2008 в Пекине вместе с Гондурасом.
За главную национальную сборную Аду дебютировал 28 мая 2008 года против Англии (0:2). На следующей неделе, 4 июня, Аду сыграл против сборной Испании (0:1). Он играл и в отборочных матчах на чемпионат мира-2010 в ЮАР против Барбадоса.
15 июля 2008 года Аду попал в список из 18 человек, которые должны представлять сборную США в летних Олимпийских играх 2008 в Пекине. Аду сыграл в первых двух матчах группы против Нидерландов и Японии, получил 2 желтые карточки и пропустил игру против Нигерии, которую США проиграли и не вышли из группы.
Свой первый гол за сборную Аду забил 19 ноября 2008, в возрасте 19 лет и 170 дней, в отборочном матче к ЧМ-2010 против Гватемалы со штрафного.